# Europese weg 271
De Europese weg 271 of E271 is een Europese weg in Wit-Rusland die loopt van Minsk naar Homel.

## Algemeen
De Europese weg 271 is een Klasse B-verbindingsweg en verbindt het Wit-Russische Minsk met het Wit-Russische Homel en komt hiermee op een afstand van ongeveer 290 kilometer. De route is door de UNECE als volgt vastgelegd: Minsk - Homel.

## Nationale wegnummers
De E271 loopt over de volgende nationale wegnummers:
| Nummer      | Tracé         |
| Wit-Rusland | Wit-Rusland   |
| ----------- | ------------- |
| M5          | Minsk - Homel |